# ديفيد أودونيل
ديفيد أودونيل (بالإنجليزية: David O'Donnell)‏ هو كاتب سيناريو ومنتج أفلام وممثل أمريكي، ولد في 20 نوفمبر 1974 في الولايات المتحدة.

## أعمال

### أفلام
- (1997) اختطاف طائرة الرئيس[1][2][3]

### مسلسلات
- بيفرلي هيلز 90210

## وصلات خارجية
- ديفيد أودونيل على موقع IMDb (الإنجليزية)
- ديفيد أودونيل على موقع ألو سيني (الفرنسية)
- ديفيد أودونيل على موقع أول موفي (الإنجليزية)
- ديفيد أودونيل على موقع قاعدة بيانات الفيلم (الإنجليزية)
- ديفيد أودونيل على موقع كينوبويسك (الروسية)